# Hermann Schubert (Benediktiner)
Hermann Schubert OSB (* 3. Februar 1826 in Wien-Roßau; † 7. September 1892 in Kaltenleutgeben, Niederösterreich; eigentlich Anton Eduard Schubert) war ein österreichischer Benediktiner, Prediger und Seelsorger.

## Leben
Schubert, Sohn von Franz Theodor Schubert aus dessen zweiter Ehe und Stiefbruder des Komponisten Franz Schubert, trat nach dem Besuch des Wiener Schottengymnasiums 1844 in das Schottenstift ein. Er absolvierte das Studium der Theologie an der Universität Wien und wurde 1849 zum Priester geweiht. 1851 war er kurz Assistent für Mathematik und Naturgeschichte am Schottengymnasium, wandte sich dann aber der Seelsorge zu. Von 1852 bis 1861 war er zunächst Kooperator in Pulkau und danach in der Pfarre Gumpendorf. 1862 wurde er zum Stiftsprediger ernannt und erreichte in dieser Funktion aufgrund seiner ernsten, gemäßigten und gewandten Art vor allem bei der vornehmen Wiener Gesellschaft hohe Popularität. Am Schottengymnasium unterrichtete er zudem ab 1882 Religion. Beide Tätigkeiten beendete er 1889. Schubert wurden das Goldene Verdienstkreuz mit der Krone und die Salvatormedaille verliehen.